# Mont Piratokomi
Le mont Piratokomi (ピラトコミ山, piratokomi-san) est une montagne culminant à 1 587 m d'altitude dans les monts Hidaka en Hokkaidō au Japon.